# Frithjof Sælen
Frithjof Olsen Sælen (Bergen, 1892. augusztus 5. – Bergen, 1975. október 9.) olimpiai bajnok és olimpiai ezüstérmes norvég tornász.
Az 1912. évi nyári olimpiai játékokon indult tornában és csapat összetettben szabadon választott szerekkel olimpiai bajnok lett.
Az első világháború után az 1920. évi nyári olimpiai játékokon ismét indult tornászként és csapat összetettben szabadon választott szerekkel nem tudták megvédeni az olimpiai bajnoki címüket és így ezüstérmesek lettek.
Klubcsapatai a Fredrikshalds Turnforening és a Norrøna voltak.